# Campo Formoso
Campo Formoso là một đô thị thuộc bang Bahia, Brasil. Đô thị này có diện tích 6806,097 km², dân số năm 2007 là 62992 người, mật độ 9,26 người/km².